# Krisztián Biró
Krisztián Biró (ur. 2002) – rumuński zapaśnik walczący w stylu wolnym. 
Zajął ósme miejsce na mistrzostwach Europy w 2024. Drugi na ME U-23 w 2022 i trzeci w 2023. Drugi na MŚ kadetów w 2019 roku.